# Getreidekasten (Forstern)

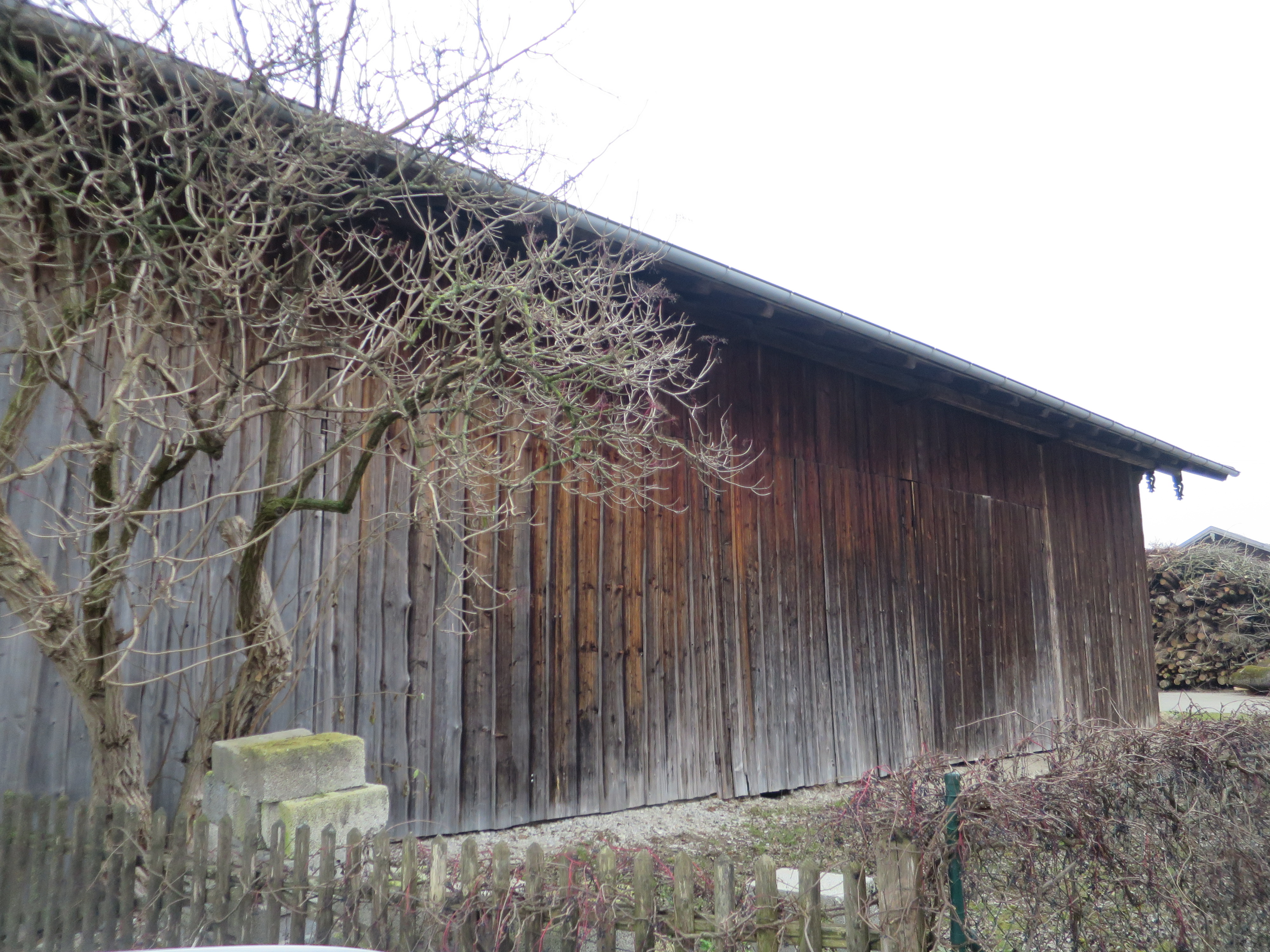
Getreidekasten in Forstern

Der Getreidekasten in Forstern, einer Gemeinde im oberbayerischen Landkreis Erding, steht am Hirschbachweg 1 und ist ein geschütztes Baudenkmal.
Der Bundwerkstadel des Parallelhofes mit eingebautem Blockbau-Getreidekasten ist ein großer Holzständerbau mit flachem Satteldach aus dem Jahr 1772. Der Getreidekasten stammt aus dem 17. Jahrhundert.